# Antoine Carteret

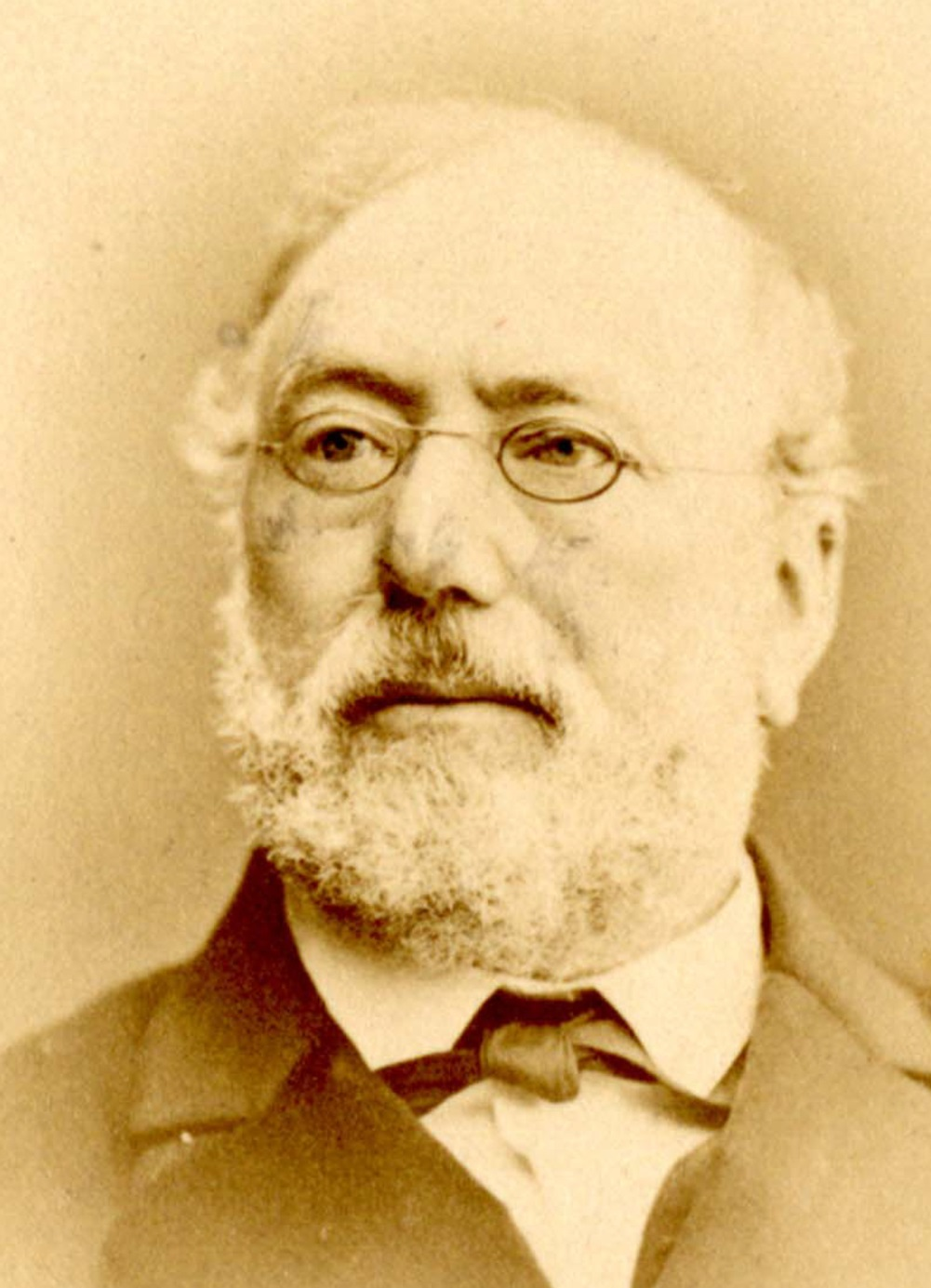
Portrait um 1880

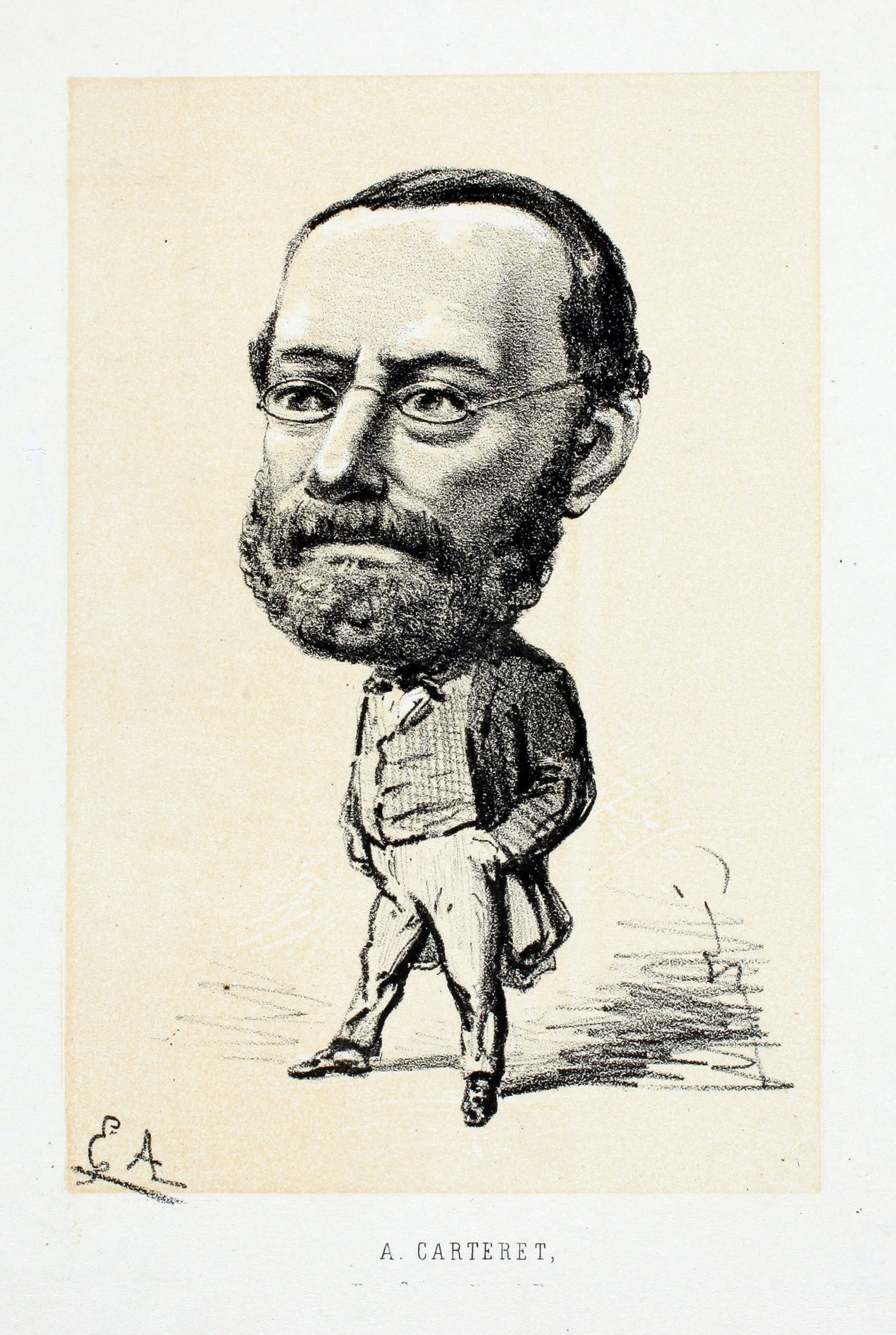
Karikatur Carterets, nach 1873

Antoine Carteret (auch Anton Carteret; * 3. April 1813 in Genf; † 28. Januar 1889 in Le Petit-Saconnex) war ein Schweizer Politiker. Carteret war Mitglied des Genfer Grossen Rates und des Staatsrates (Kantonsregierung). Er gehörte zum radikalen Flügel der Freisinnig-Demokratischen Partei.

## Leben
Antoine Alfred Désiré Carteret ist Sohn von Jean-Daniel Carteret, der am Hotel Grand Quai eine Wechselstube betrieb, und seiner Frau Adrienne Vettiner. Nach der Oberschule studierte er Natur- und Geisteswissenschaften an der Universität Genf. Er interessierte sich gleichermassen für Politik wie Literatur. In dieser Zeit radikalisierte er sich und trat der 1841 gegründeten Association du Trois-Mars bei. Über diese Bewegung kam er in Kontakt mit James Fazy, mit dem er sein Leben lang verbunden bleiben sollte. Heute liegen beide nur durch einen Weg getrennt auf dem Friedhof Cimetière des Rois. Er war verheiratet mit Louise Carteret, geborene Moulinié (1854–1909), Tochter von Jacques Dauphin, Fabrikant von Zifferblättern.
Bei den Unruhen Anfang 1843 war bereits im Vorfeld eine provisorische Regierung ernannt worden, zu der auch Carteret und Fazy gehörten. Die Unruhen, bei denen drei Tote und 20 Verletzte zu beklagen waren, waren durch die Verabschiedung eines Gesetzes ausgelöst worden, durch das die Abteilungsleiter der Stadtverwaltung Kommissionen zur Beratung einberufen dürften. Die Radikalen widersetzten sich diesem Beschluss mit der Begründung, dies verstosse gegen die Verfassung.
Als Parteigänger der radikalen Revolution vom Oktober 1846 hielt er sich jedoch vom Aufstand fern. Einen Monat später gehörte Carteret zu einer elfköpfigen Regierungskommission des Kantons Genf, die sich für den Vorschlag Zürichs aussprach, die Auflösung des Sonderbundes zu beantragen. Er präsidierte über die konstituierende Versammlung (1846/1847) und wurde Mitglied des Verwaltungsrates der Stadt Genf (1847–1851) und war Mitglied des Grossen Rates (1848–1851, 1854–1856, 1865–1869), Staatsrat (1851–1851, 1853), von dem er das Amt für Öffentlichkeitsarbeit leitete.
Im Zeichen des Kulturkampfes gehörte Carteret zur Spitze der Genfer Radikalen Partei, die einen harten Antiklerikalismus propagierte mit der Befürchtung, der Papst könne die alte Ordnung wiederherstellen, wie dies nach dem Sturz Napoleon Bonapartes 1814 bereits geschehen war. Zu seinen Bestrebungen gehörte gar, alle Lehrkräfte des geistlichen Standes von den Schulen auszuschliessen.
Carteret gehörte 1867 zu den Erstunterzeichnern der von Charles Menn (1822–1894) präsidierten Internationalen Friedensliga (Ligue internationale et permanente de la paix) mit Sitz in Genf. In den Jahren 1869 bis 1878 und 1881 bis zu seinem Tod war er Mitglied des Nationalrates. In dieser Zeit gelang es ihm in seiner Funktion als Leiter des Erziehungswesens, 1872 ein Gesetz zur obligatorischen öffentlichen Schule durch die Volksabstimmung zu bringen und die medizinische Fakultät der Universität zu gründen. Auch gelang es ihm, den Einfluss der Kirche stark zu schmälern: Er initiierte ein Gesetz zur Aufsicht des Staates über die Gemeinden, doch in seiner letzten Lebensdekade liess seine politische Kraft nach. Ab 1879 hatte seine Partei nicht mehr die absolute Mehrheit im Grossen Rat und im Staatsrat.
Carteret war Gelegenheitsdichter und publizierte 1862 unter anderem eine Sammlung von Fabeln, zehn Jahre später einen Roman.

## Ehrungen
Die Stadt Genf errichtete ein Denkmal, das am 6. Juli 1891 eingeweiht wurde. Dieses steht heute zwischen der Bibliothek und dem Naturhistorischen Museum. Auf einem marmornen Sockel «ruht die bronzene Büste Carterets, darunter ist das Genfer Wappen mit einer Palme und die Inschrift nebst den Jahreszahlen 1813–1889 angebracht. Die sehr ähnliche Büste wurde von Charmot, einem ehemaligen Zögling der Genfer Kunstgewerbeschule, modelliert und von Limonta in Genf gegossen, das Piedestal durch Architekt Gos erstellt.»
Westlich des Hauptbahnhofes im Stadtteil La Servette, ehemals Le Petit-Saconnex, verläuft quer zur Rue de la Servette die Rue Antoine-Carteret.